# سيمون راميريز
سيمون راميريز (بالإسبانية: Simón Ramírez Cuevas)‏ (3 نوفمبر 1998 في تشيلي - ) هو لاعب كرة قدم تشيلي في مركز الدفاع. لعب مع هواتشيباتو.

## وصلات خارجية
- سيمون راميريز على موقع قاعدة بيانات كرة القدم.إي يو (الإنجليزية)
- سيمون راميريز على موقع Soccerway.com (الإنجليزية)
- سيمون راميريز على موقع AS.com (الإسبانية)